# Sydkoreas Davis Cup-lag
Sydkoreas Davis Cup-lag styrs av sydkoreanska tennisförbundet och representerar Sydkorea i tennisturneringen Davis Cup, tidigare International Lawn Tennis Challenge. Sydkorea debuterade i sammanhanget 1960, och spelade i elitdivisionen då den grundades 1981, samt 1987. 2007 spelade man återigen i elitdivisionen.